# Paulo Sérgio dos Santos
Paulo Sérgio dos Santos (Cascais, 26 de Abril de 1975), ou Paulo Sérgio, é um advogado, jornalista e autor português.

## Biografia
Licenciado em Comunicação e Jornalismo, com Mestrado em Ciências da Comunicação, recebeu o Diploma de Estudos Avançados da Universidade Complutense de Madrid e Licenciado em Direito pela Universidade de Lisboa. Devem ser também incluídas no seu percurso académico duas Pós-Graduações: Jornalismo Judiciário na Universidade Lusófona e Direito da Comunicação na Faculdade de Direito da Universidade de Coimbra.
Fez o ensino primário e básico no St. Julian’s School, seguindo-se o terceiro ciclo do ensino básico no Colégio Marista de Carcavelos. Com cerca de dez anos de idade fez os seus primeiros contactos com a rádio, em 1985, interesse que o irá acompanhar para além da sua formação secundária na Escola Secundária Sebastião e Silva, em Oeiras. Em 1993, aos dezoito anos, já colaborava na Rádio Clube de Cascais.
Quase dez anos volvidos do surgimento do seu interesse pela rádio, em 1994, Paulo Sérgio dos Santos profissionaliza-se na Rádio Renascença, tornando-se o mais jovem locutor daquela estação. Integrou a equipa do programa Despertar enquanto repórter, junto de António Sala e Olga Cardoso e ao longo de doze anos foi responsável pela autoria, coordenação e apresentação de diversos programas, destacando-se Sociedade do Conhecimento (com Daniel Sampaio e Luís Osório), Câmara dos Comuns, Diário de Bordo e ainda Estação de Serviço, um dos mais longos e bem-sucedidos programas da RR. Desempenhou igualmente as funções de Editor Literário e Editor Musical.
Em 2008, assumiu o cargo de Director de Programação do Rádio Clube Português. No RCP, apresentou também o programa Pensar por Pensar.
Foi também professor de Semiótica da Comunicação, na Universidade Autónoma de Lisboa.
Em virtude da sua especialização académica, ajudou a criar e a implementar um Plano para Comunicação dos Direitos das Vítimas de Crime na Bulgária, a convite e com o suporte da União Europeia.
No seu trabalho jornalístico salientam-se diversas colaborações com a Fundação Calouste Gulbenkian, com a Casa da América Latina e com a revista Focus. Nesta área, a entrevista é um dos seus grandes interesses, sendo de assinalar entre outros trabalhos a publicação do livro 50 anos na música com o Maestro António Victorino D’Almeida.
Em 2009, seguiu-se a incursão de Paulo Sérgio dos Santos nos domínios televisivos enquanto responsável pela coordenação e apresentação do programa Autores, na TVI24 e TVI. Em 2010, agora na RTP2 e RTPi, concebeu e apresentou o programa A de Autor durante duas séries. Neste programa permiava-se a criatividade e também se procurava sensibilizar a opinião pública para as questões do Direito de Autor e Propriedade Intelectual. Sendo melómano desde tenra idade, com particular encanto pelo piano, Paulo Sérgio dos Santos habituou os seus convidados a sentarem-se e a tocar com ele, no seu programa. De volta à apresentação de Autores, recebeu a distinção, por duas vezes, como Melhor Programa de Informação Cultural da televisão portuguesa.
Aceitou o cargo de Diretor da revista Nova Gente, em 2011, líder destacado da imprensa no segmento de Sociedade.
Em 2014, levou adiante o seu já antigo interesse pelo Direito, e inscreveu-se na Faculdade de Direito da Universidade de Lisboa. Ainda na qualidade de estudante, realizou um estágio na Morais Leitão. Concluiu o curso e realizou o estágio, vindo a integrar a equipa de uma das maiores sociedades de Advogados portuguesas no presente, Sociedade Rebelo de Sousa. Atualmente, é advogado, com especial dedicação ao Direito Fiscal. Paralelamente, prossegue a sua atividade de autor.
Desde 1998 que pertence à Sociedade Portuguesa de Autores, tendo já exercido o cargo de Presidente do Conselho Fiscal da Sociedade.
É presentemente responsável pela coordenação editorial da Revista Autores.
Já referido o seu gosto pela música, e como a procurou sempre incluir no seu trabalho, Paulo Sérgio dos Santos é também pianista. Integra o grupo de músicos que acompanha a guitarrista Luísa Amaro, tendo sido responsável pelos arranjos e gravação do piano no seu álbum Mar Magalhães

, lançado em 2018.

## Obras Publicadas
- António Victorino D' Almeida conta 50 anos na Música a Paulo Sérgio dos Santos, 2005

- Isto de ser Autor - 90 Anos da SPAutores, 2015
- Amigo Paredes, 2021